# Paraoxon
Paraoxon, Synonym: E 600, ist ein Ester der Phosphorsäure (siehe auch: Phosphorsäureester). Es handelt sich bei dem Synonym um keine E-Nummer im Sinne von Lebensmittelzusatzstoffen, sondern um eine Nummer, die bei der Entwicklung der Verbindung vergeben wurde.

## Eigenschaften
Paraoxon ist eine farblose Flüssigkeit. Es ist aktiver Metabolit des Parathions und somit auch ein Insektizid. In der Leber sowie in vielen anderen Geweben kann Paraoxon durch Oxidation über mehrere Zwischenstufen aus Parathion gebildet werden. Verantwortlich dafür sind Monooxygenasen in den Mikrosomen des endoplasmatischen Retikulums. Paraoxon hemmt das Enzym Acetylcholinesterase irreversibel. Die hohe Giftigkeit besteht aufgrund der Hemmung von Acetylcholinesterase, welche im Körper eine wichtige Rolle im Zentralnervensystem (ZNS) spielt. Dadurch ist Paraoxon ein Nervengift. Paraoxon verengt die Pupillen.